# Tessères de Virilis
Virilis Tesserae
Pour les articles homonymes, voir Virilis.
Les tessères de Virilis (désignation internationale : Virilis Tesserae) sont un ensemble de terrains polygonaux situé sur Vénus dans le quadrangle de Pandrosos Dorsa. Il a été nommé en référence à Virilis, un des noms de Fortuna, déesse romaine de la chance.